# 프란체스코 프란카빌라
프란체스코 프란카빌라(이탈리아어: Francesco Francavilla)는 이탈리아 출신의 만화가이다. 스콧 스나이더, 족과 함께한 《디텍티브 코믹스》 연재로 유명하다.